# Guignol (journal)
Guignol, sous-titré « cinéma des enfants » puis « cinéma de la jeunesse », est un périodique à destination des enfants publié par les éditions du Petit écho de la mode de 1919 à 1936.
Guignol constitue la première incursion de l’éditeur dans le domaine de la presse enfantine, avant Lisette, titre destiné particulièrement aux filles de 7 à 15 ans (1921) et Pierrot, destiné aux garçons (1925). La revue Jeunesse magazine prendra sa suite en 1937.

## Caractéristiques
Guignol compte au total 430 numéros. Les six premiers numéros ont un format variable et une parution irrégulière. À partir de mars 1921, la présentation se stabilise : 48 pages, un format 19 × 25,5 cm, une couverture et plusieurs pages intérieures en couleurs. Guignol est mensuel de 1921 à 1927 (du no 6 au no 88), puis bimensuel de 1928 à 1931 (du no 89 au no 195) et enfin hebdomadaire de 1932 à 1936 (du no 196 au no 430),.
Dans Guignol le texte est dense. Des romans en feuilletons, souvent repris en volume dans la collection Printemps, des nouvelles, quelques saynètes, occupent une place prépondérante. Dans une moindre mesure, Guignol donne aussi à lire des histoires en images et propose quelques jeux et bricolages.
Parmi les auteurs les plus représentés, on trouve entre autres : Norbert Sevestre, Maria de Crisenoy, Léon Lambry, Gaël de Saillans,  Jean de Belcayre, Paul Cervières, Michel Dorlys ; parmi les illustrateurs : Étienne Le Rallic, Henri Ferran, Pierre Dmitrow. Ceux-ci figurent aussi parmi les auteurs d’histoires en images aux côtés de Maurice Cuvillier, Eugène Le Mouël, Maurice Radiguet. 
Comme toutes les publications des éditions du Petit écho de la mode, Guignol est une revue « bon teint », d’inspiration catholique, « qui plaît aux familles bourgeoises et/ou catholiques ».